# Morrisographium ulmicola
Morrisographium ulmicola är en svampart som först beskrevs av Ellis & Everh., och fick sitt nu gällande namn av Illman & G.P. White 1985. Morrisographium ulmicola ingår i släktet Morrisographium, divisionen sporsäcksvampar och riket svampar.   Inga underarter finns listade i Catalogue of Life.